# 백식
백식(영어: Hyaku-Shiki, 일본어: 百式, ひゃくしき)은 《건담 시리즈》에 등장하는 모빌 슈트(MS)로 분류되는 가공의 유인 조종식 인간형 로봇 병기이다. 1985년에 방영된 TV 애니메이션 《기동전사 Z 건담》에서 처음으로 등장했다.
작품 내에서 군사 세력 중 하나인 반지구연방조직 에우고의 시제기이다. 원래는 가변형 건담 타입 모빌 슈트(MS)로 설계됐으나 기술 부족으로 이를 포기하고 일반적인 MS로 완성했다. 전신의 금색 특수 도장과 어깨의 "百"이라는 마킹이 특징으로 높은 기동성과 운동성을 발휘한다.

## 같이 보기
- Z 건담